# Inżynieryjny patrol rozpoznawczy
Inżynieryjny patrol rozpoznawczy (IPR) – element rozpoznania, organizowany ze składu pododdziałów wojsk inżynieryjnych w celu uzyskania danych umożliwiających powzięcie decyzji do wykonania zadań zabezpieczenia inżynieryjnego.
Organizowany jest ze składu pododdziałów rozpoznania inżynieryjnego, a także z elementów ugrupowania wojsk inżynieryjnych takich jak oddział zaporowy, oddział zabezpieczenia ruchu lub odwód inżynieryjny. IPR może być włączony w skład organów rozpoznawczych innych rodzajów wojsk.
Celem prowadzenia  rozpoznania inżynieryjnego wystawia się też inżynieryjny powietrzny patrol rozpoznawczy czyli element rozpoznania powietrznego wojsk inżynieryjnych, organizowany na szczeblu związku taktycznego i operacyjnego w z zadaniem  rozpoznania: dróg marszu, rejonów uderzeń bronią masowego rażenia, rejonów przepraw, rubieży minowania oddziałów zaporowych oraz przedniego skraju obrony przeciwnika w przypadku, gdy rozpoznanie naziemne nie gwarantuje terminowego wykonania zadań.